# Agyneta
Agyneta is een geslacht van spinnen uit de familie hangmatspinnen (Linyphiidae).

## Soorten
De volgende soorten zijn bij het geslacht ingedeeld:
- Agyneta allosubtilis Loksa, 1965
- Agyneta arietans (O. P.-Cambridge, 1872)
- Agyneta breviceps Hippa & Oksala, 1985
- Agyneta bueko Wunderlich, 1983
- Agyneta cauta (O. P.-Cambridge, 1902)
- Agyneta conigera (O. P.-Cambridge, 1863)
- Agyneta decora (O. P.-Cambridge, 1871)
- Agyneta dynica Saaristo & Koponen, 1998
- Agyneta hedini Paquin & Dupérré, 2009
- Agyneta jiriensis Wunderlich, 1983
- Agyneta laetesiformis Wunderlich, 1976
- Agyneta lila (Dönitz & Strand, 1906)
- Agyneta martensi Tanasevitch, 2006
- Agyneta muriensis Wunderlich, 1983
- Agyneta olivacea (Emerton, 1882)
- Agyneta pakistanica Tanasevitch, 2011
- Agyneta ramosa Jackson, 1912
- Agyneta rugosa Wunderlich, 1992
- Agyneta subtilis (O. P.-Cambridge, 1863)
- Agyneta suecica Holm, 1950
- Agyneta trifurcata Hippa & Oksala, 1985
- Agyneta yulungiensis Wunderlich, 1983